# HD185195
HD185195 — хімічно пекулярна зоря спектрального класу B9, що має видиму зоряну величину в смузі V приблизно  8,0.
Вона  розташована на відстані близько 1918,6 світлових років від Сонця.

## Пекулярний хімічний склад
Зоряна атмосфера HD185195 має підвищений вміст 
Si
.